# 赫苏斯·伊拉迭尔
赫苏斯·伊拉迭尔（西班牙語：Jesús Iradier，1949年7月19日—），西班牙前男子篮球运动员。他曾代表西班牙国家队参加1972年夏季奥林匹克运动会和1974年国际篮联世界锦标赛。